# Golf van Triëst
De Golf van Triëst (Italiaans: Golfo di Trieste, Sloveens: Tržaški zaliv) is een ondiepe baai die deel uitmaakt van de Adriatische Zee, een smalle uitloper in het noorden van de Middellandse Zee, tussen Italië en de Balkan. De Golf van Triëst maakt deel uit van de Golf van Venetië, de kust wordt gedeeld door Italië, Slovenië en Kroatië.
De golf omvat alles ten zuiden van de zee tussen het Italiaanse Punta Tagliamento (Sloveens: Tilmentov Rt) en ten noorden van het Kroatische Savudrija (Italiaans: Capo Salvore). De golf omvat een gebied van ongeveer 1000 km², met gemiddelde diepte van 16 meter en een diepste punt op 37 meter onder zeeniveau. De stroming gaat tegen de klok in en bedraagt gemiddeld 0,8 knopen. Het verschil tussen hoog- en laagwater is doorgaans niet groter dan 60 centimeter. Het zoutgehalte in de Golf van Triëst is gemiddeld 37 à 38 promille, 's zomers echter minder dan 35‰.
Behalve enkele vlakke eilandjes die een barrière vormen naar de Laguna di Grado (Sloveens: Gradeška laguna) zijn er geen eilanden in de golf. Langs Triëst en de Sloveense kust liggen de Baai van Muggia (Sloveens: Miljski zaliv), de Baai van Koper (Italiaans: Capodistria, Sloveens: Koprski zaliv) en de Baai van Piran (Italiaans: Pirano, Sloveens: Piranski zaliv)
Ongeveer twee derde van de golf valt onder de jurisdictie van Italië, een derde deel behoorde tot Joegoslavië. Na de onafhankelijkheid van Slovenië en Kroatië is het merendeel van het Joegoslavische aandeel in de Golf van Triëst gaan behoren tot Slovenië. De grens tussen Slovenië en Kroatië verloopt in de Baai van Piran; de precieze grenstrekking is onderwerp van controverses tussen beide landen. Van die grenstrekking zal afhangen of de Slovenen rechtstreekse toegang zullen hebben tot de internationale wateren.